# Beborn Beton
Beborn Beton est un groupe allemand de synthpop, originaire d'Essen. Le mot Beborn ne signifie rien de substantiel, tandis que Beton correspond à l'environnement urbain dans lequel les membres du groupe ont grandi. 

## Histoire
Le groupe Beborn Beton est formé en 1989 par deux amis de longue date et amateurs de musique, Stefan Tillmann et Michael B Wagner. Au départ, leur travail était très inspiré par les groupes des années 1980, le groupe développant et modernisant la musique de leurs idoles de l'époque. Peu de temps après que Till et Michael aient uni leurs forces, le groupe commence à créer ses propres projets. À cette fin, ils ajoutent leur ancien camarade de classe Stefan Netschio, qui prend le rôle de chanteur principal. Le groupe est alors prêt à créer sa propre musique. Les premières sorties sur cassettes (1989-1992), les compilations (à partir de 1991) et les nombreux concerts ont rapidement apporté au groupe une popularité et une base de fans importante.
En 1993, le groupe sort son premier album intitulé Tybalt, qui est une compilation des chansons les plus réussies des trois années d'existence du groupe, et qui est très bien accueillie par la scène de la musique électronique. Deux ans plus tard, l'album suivant, Concrete Ground, sort. En 1996, en raison de différences musicales dans les attentes du label, le groupe change de producteur pour Strange Ways Records et sort l'album Nightfall, qui contient le tube Im Innern Einer Frau. Ce changement s'avère être la bonne décision, car le succès de l'album dépasse les attentes du groupe. Un an plus tard sort l'album Truth, plus mélancolique dans son accueil.
Un autre album, Rückkehr zum Eisplaneten, sort en 2000, comprenant des remixes de chansons de Beborn Beton par des artistes tels que Covenant, Camouflage, Neuroticfish et Daniel Myer du groupe Haujobb, ainsi que des remixes interprétés par Beborn Beton. En mai 2002, l'album sort aux États-Unis par WTII Records, accompagné de remixes supplémentaires, sous la forme d'un double CD, la première sortie du groupe aux États-Unis. La sortie de l'album est accompagnée d'une tournée de quatre semaines dans 15 villes, de la côte est (Miami) à la côte ouest (Seattle) des États-Unis.
Neuf ans après leurs dernières sorties, le groupe enregistre un nouvel album A Worthy Compensation en 2015 et le 9 septembre 2016, le dernier EP du groupe She Cried sort, comprenant des remixes de leurs chansons par des artistes tels que Daniel Myer du groupe Covenant et Val Solo de S.P.O.C.K.
Le groupe s'est souvent produit lors de grands festivals de musique tels que le Wave-Gotik-Treffen (2003, 2006, 2015). En Pologne, le groupe se produit le 23 avril 2016 au Progresja de Varsovie dans le cadre du Warsaw Dark Electro Festival 2016 (Spring Edition). 

## Discographie
- 1993 : Tybalt (Subtronic)
- 1993 : Twisted (Subtronic)
- 1994 : Concrete Ground (Subtronic)
- 1996 : Nightfall (Strange Ways)
- 1997 : Tybalt (réédition ; Dark Star)
- 1997 : Truth (Strange Ways)
- 1997 : Another World (Strange Ways)
- 1998 : Concrete Ground (réédition ; Strange Ways)
- 1999 : Poison (Strange Ways)
- 1999 : Fake (Strange Ways)
- 1999 : Fake Bonus (Strange Ways)
- 2000 : Rückkehr zum Eisplaneten (Strange Ways)
- 2002 : Tales from Another World (Wtii, LLC)
- 2015 : A Worthy Compensation (Dependent)
- 2016 : She Cried (Dependent)
- 2023 : Darkness Falls Again